# Монтеррейский метрополитен
Монтеррейский метрополитен (исп. Sistema de Transporte Colectivo Metrorrey) (также называемую как Метроррей) — система легкорельсового транспорта в городе Монтеррей, штат Нуэво-Леон, Мексика. Это самая новая система метро в Мексике, она была открыта в 1991 году. Две линии метро перевезли за 2008 год и первый квартал 2009 года около 88,3 млн человек. После продления линии 2 ежедневная пропускная способность увеличится до 328 000 человек.

## Линии

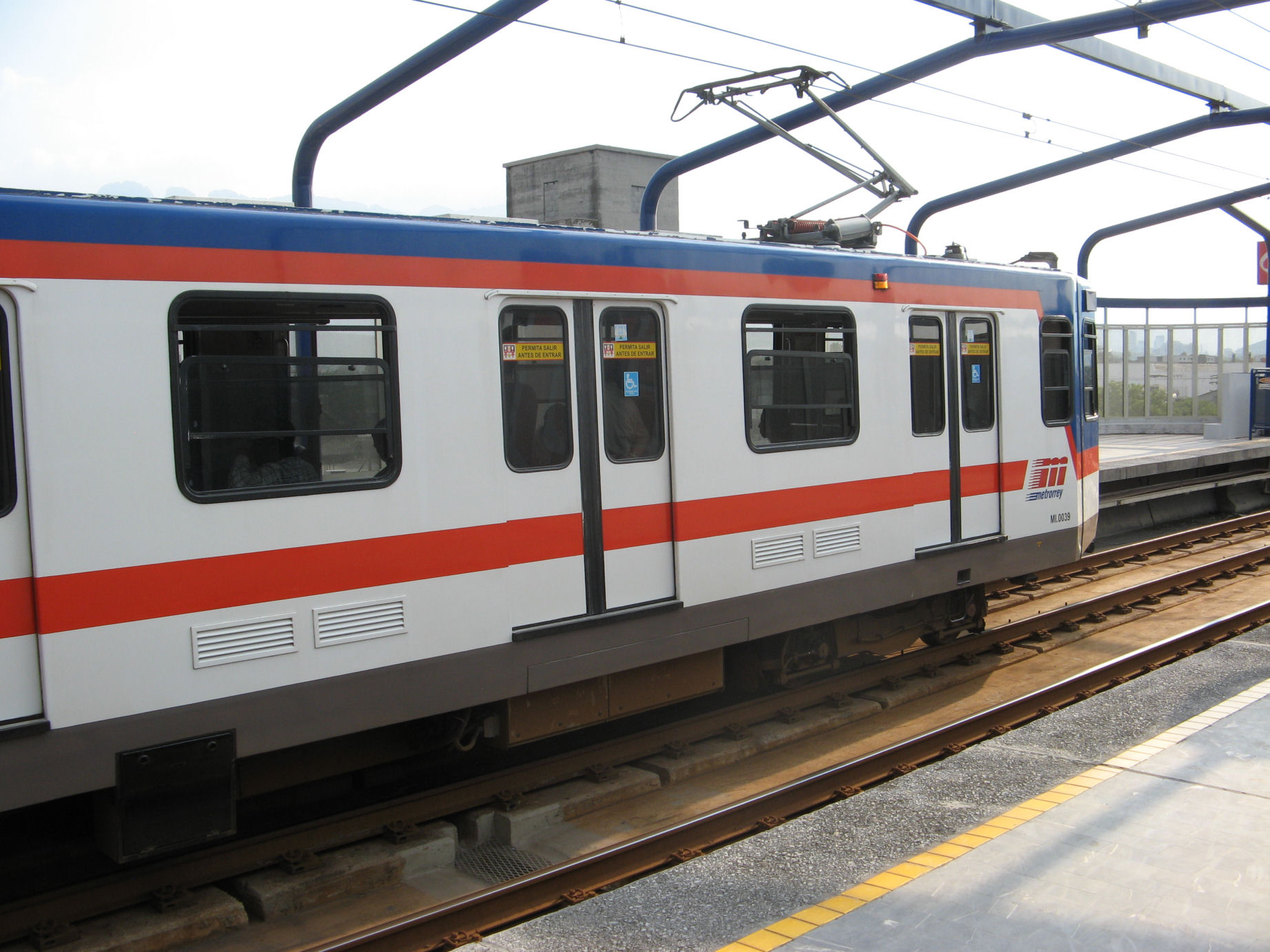
Поезд на станции Del Golfo Station

Линия 1, которая открылась 21 апреля 1991 года, имеет 19 станций и проходит через центр города с северо-запада на восток Монтеррейской агломерации. Длина линии составляет 18,5 км, проходит параллельно бывшей трамвайной линии. Полное время поездки по этой линии занимает около 27 минут. На станции Cuauhtémoc, расположенной в центре города, осуществляется пересадка на линию 2.
Линия 2 состоит из 13 станций. Первые шесть станций, длиной 4,5 км, были открыты в 1994 году и проходят под землей. Строительство обошлось в 200 млн долларов США. Дальнейшие работы на линии 2 начались в августе 2005 года. В октябре 2007 года на линии появилось ещё три станции. 9 октября 2008 года были открыты ещё четыре станции на линии 2. Станции торжественно открыли губернатор штата Нуэво-Леон Нативидад Гонсалес и Президент Мексики Фелипе Кальдерон. Эти станции являются надземными.

## Оплата
По состоянию на 2009 г.(в мексиканских песо):
- Одна поездка — MXN4.50 (~USD0.33)
- 2 поездки — MXN8.50 (~USD0.60)
- 4 поездки — MXN16.00 (~USD1.20)
- 5 поездок — MXN20.00 (~USD1.40)
- 6 поездок — MXN24.00 (~USD1.70)
- Metrobus — MXN7.50 (~USD0.55)

Metrorrey также предлагает «Boletos Multiviaje» (проездные билеты). Эти билеты предлагаются на различное количество поездок- от 15 до 85.
С момента открытия линии 2, метрополитен начали предлагать «Mia» карты, пополняемые карты на многократное количество поездок. «Карта Mia» изначально стоит MXP30 (включены 8 поездок), а затем может пополнятся на сумму от MXP1 к MXP300.
16 мая 2009 года, губернатор штата Нуэво-Леон Нативидад Гонсалеса объявили, что в течение следующих 60 дней проезд в метро будет бесплатным. Это было сделано как часть программы по смягчению последствий экономического спада на горожан.

## Галерея

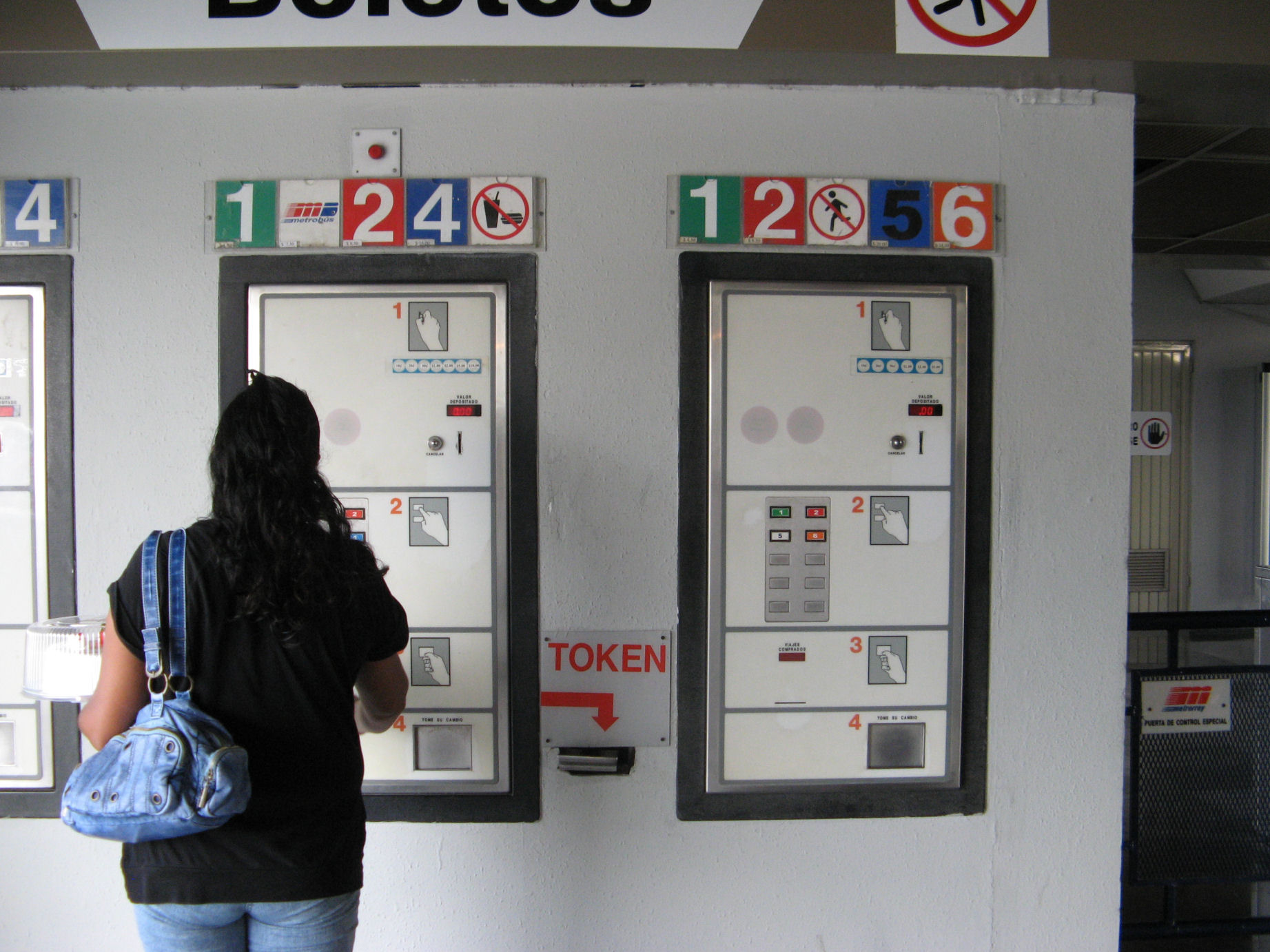
Автоматы по продаже билетов
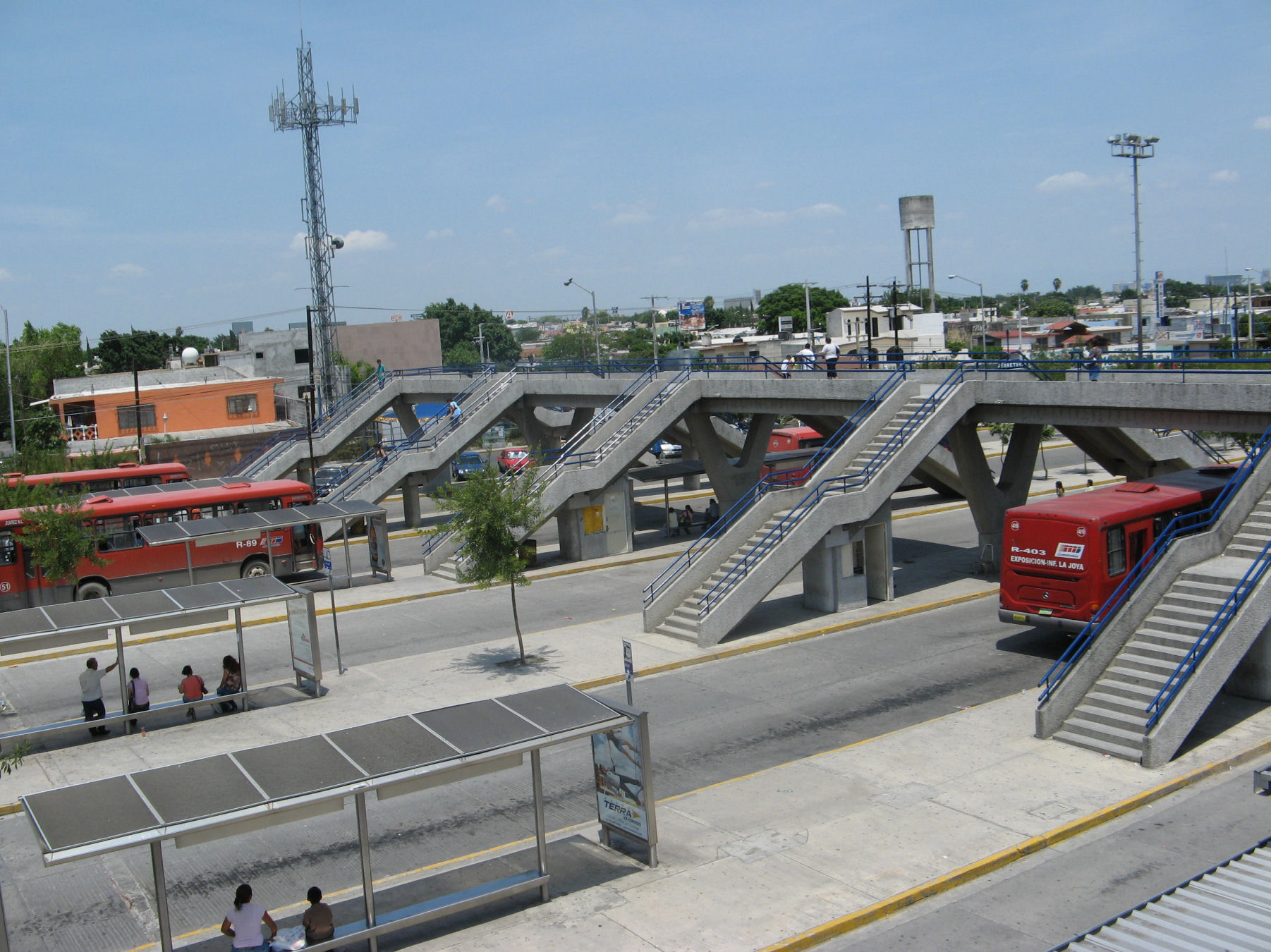
Автобусная станция на станции метро Exposición
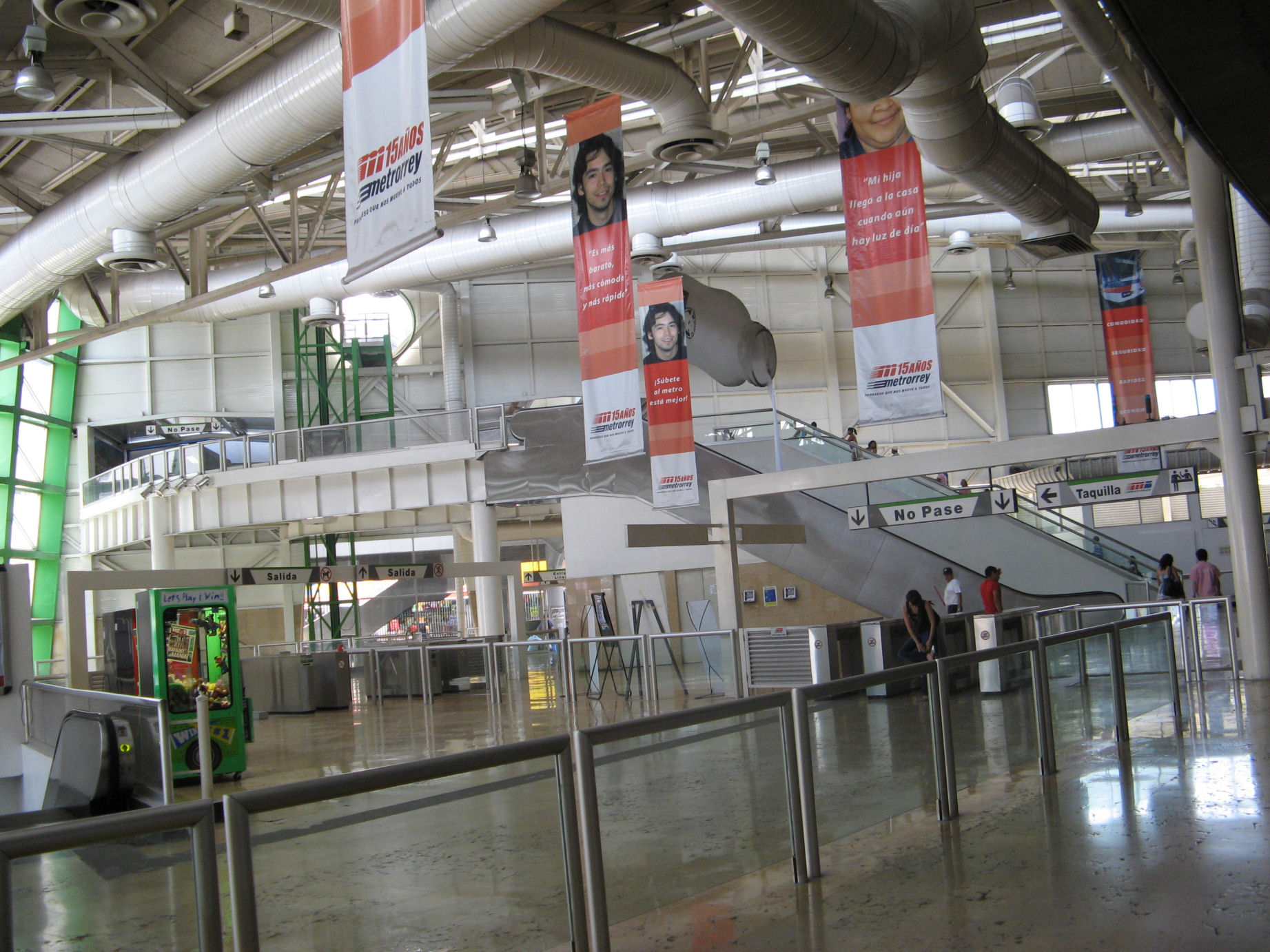
Пересадочная станция Cuauthemoc
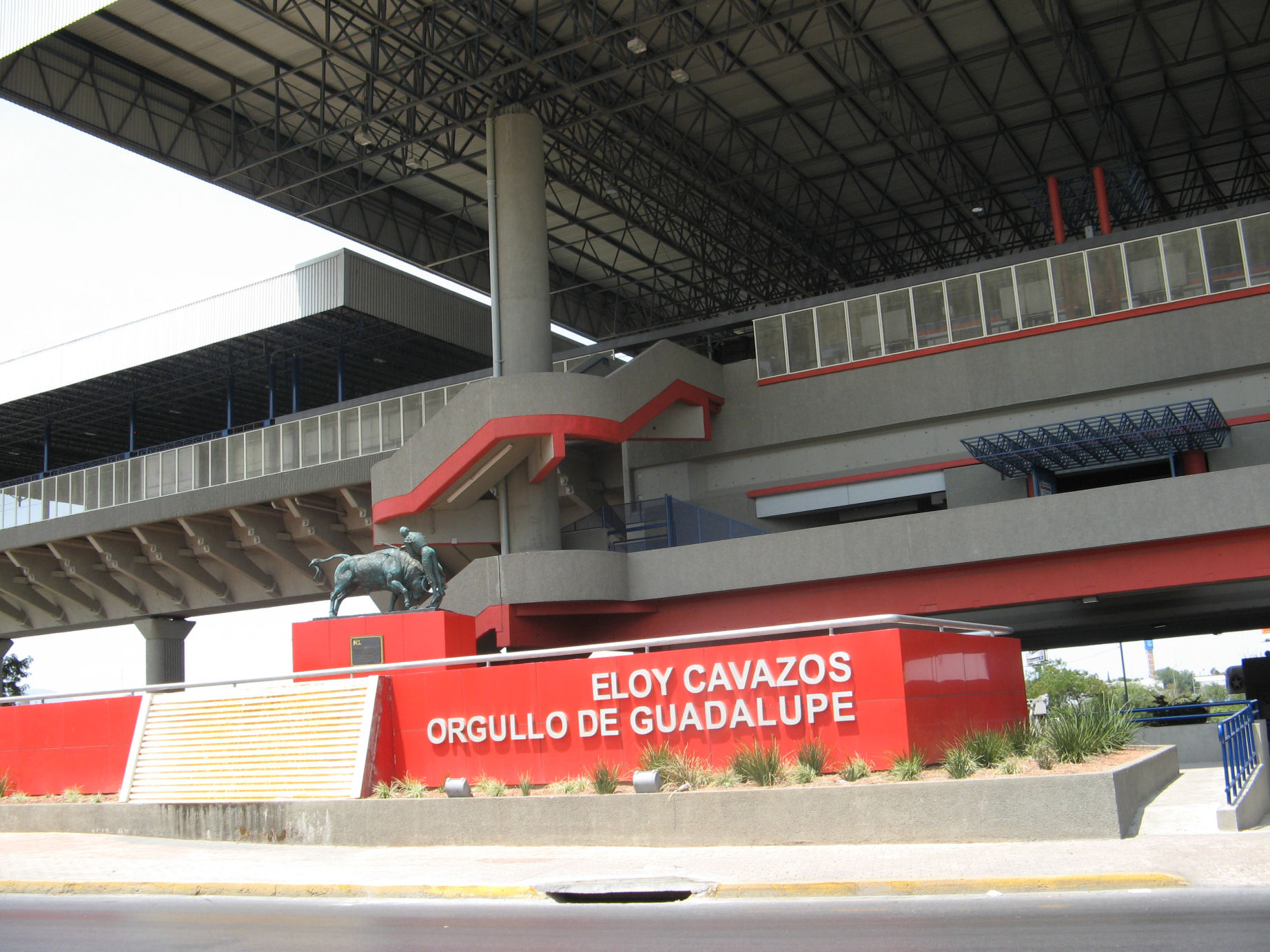
Станция Eloy Cavazos
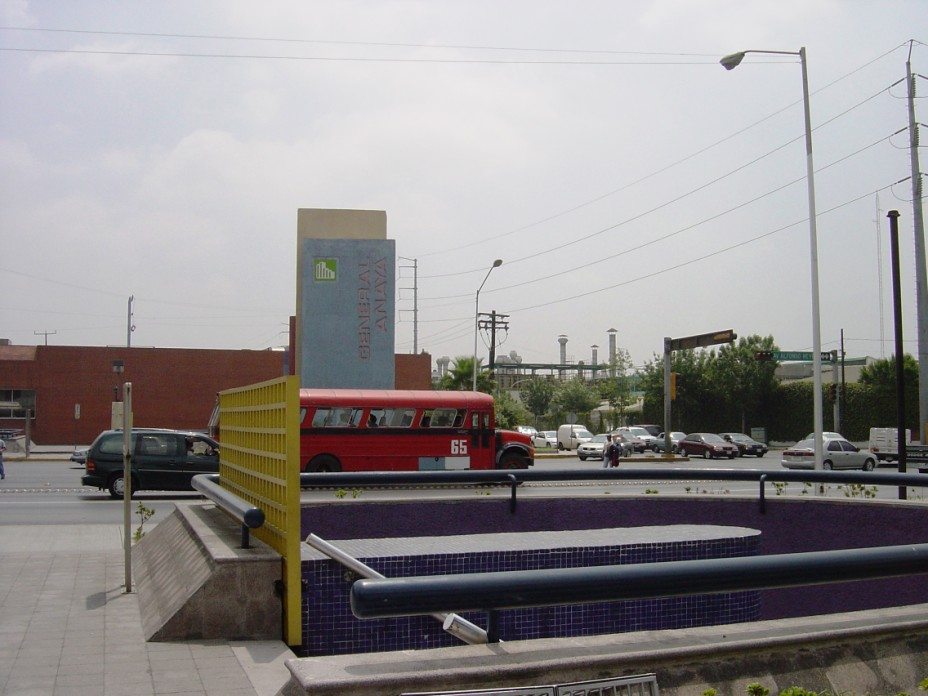
Станция General Anaya